# Beauty & The Nerd
Beauty & The Nerd ist eine deutsche Reality-Spielshow mit Datingshow-Elementen. ProSieben strahlte 2013 eine erste Staffel aus, seit 2020 folgen weitere.

## Konzept
Es werden vorab zwei Kandidatengruppen gecastet, vom Sender einst unter der Formel „Hirnmasse trifft Traummaße“ zusammengefasst:
- Junge Frauen, die sich vornehmlich über ihr Äußeres definieren, mit besonderem Interesse für Schönheit und Mode, Flirts gegenüber aufgeschlossen und Single sind.
- Junge Single-Männer, die sich bestens am Computer auskennen, mit Interesse an Naturwissenschaften, Science-Fiction oder Fantasy, aber ohne Erfahrung mit dem anderen Geschlecht sind.

Aus den beiden Gruppen werden Paare zusammengestellt, die sich mehrere Wochen zu zweit ein Zimmer in einer luxuriösen Villa an einer „Traumlocation“ teilen und Wettkämpfe mit den anderen Paaren bestreiten. Dabei müssen die „Beauties“ auch in Wissensaufgaben bestehen, während die „Nerds“ auch ihre Gesellschaftstauglichkeit und soziale Intelligenz unter Beweis stellen müssen. In jeder Folge scheidet mindestens ein Team aus, bis das Siegerpaar feststeht, das 50.000 Euro (2013 100.000 Euro) gewinnt. Zu Beginn haben die Protagonisten ihre Handys abzugeben, es gibt kein Fernsehen und keine Musik.

## Staffel 1 (2013)
Die erste Staffel mit acht Beauty & Nerd-Paaren wurde 2013 in Südafrika ausgetragen. In der finalen vierten Episode kämpften fünf Paare um die 100.000 Euro, der Informatikkaufmann Kevin (28) und Model Julia (22) gewannen.
| Paare                  | Paare                                                                       | Paare                                                   | Paare                                                                     | Paare                                                | Paare                                                                                | Paare                               | Paare                                                      | Paare                                  |
| ---------------------- | --------------------------------------------------------------------------- | ------------------------------------------------------- | ------------------------------------------------------------------------- | ---------------------------------------------------- | ------------------------------------------------------------------------------------ | ----------------------------------- | ---------------------------------------------------------- | -------------------------------------- |
| Beauty vorgestellt als | Jacqueline Tänzerin, Veranstaltungskauffrau, 22 – Reinbek                   | Siw Flugbegleiterin, 29 – Düsseldorf Halbskandinavierin | Kamilla Kellnerin, Hostess, 28 – Heidelberg                               | Martina Modeverkäuferin, Kellnerin, Model, 26 – Kiel | Anissa Kosmetikerin, 23 – Hannover Miss Hannover                                     | Pia Starlet, Model, 23 – Eschweiler | Kimberley Beautyqueen, Arzthelferin, 22 – Remscheid        | Julia Model, Bauchtänzerin, 22 – Mainz |
| Nerd vorgestellt als   | Kevin Informatikkaufmann, 28 – Nordhausen                                   | Helge Fachinformatiker, 25 – Berlin                     | Cedric Lehramtsstudent (Mathematik und Sozialwissenschaften), 23 – Witten | Sven Physikstudent, 21 – Köln                        | Michael Student (Scientific Programming, Artificial Intelligence), 23 – Herzogenrath | Marius Geografiestudent, 21 – Halle | Frank Mechatroniker, Hydraulikfachmann i. A., 25 – Bamberg | Martin IT-Techniker, 30 – Hamburg      |
| Anmerkung              | Jacqueline stieg frühzeitig aus Julia stieg wieder ein und gewann mit Kevin | Platz 2                                                 | Platz 3                                                                   | Finalisten                                           | Finalisten                                                                           | In Folge 3 ausgeschieden            | In Folge 2 ausgeschieden                                   | In Folge 1 ausgeschieden               |

## Staffel 2 (2020)
Bereits im März 2019 wurde über die geschlechtsneutrale Kandidatensuche von Endemol Shine Germany für eine Neuauflage des Formats berichtet. Infolgedessen nahm auch ein Paar aus einem „männlichen Beauty“ und einem weiblichen Nerd am Wettbewerb teil. Die Drehtage waren vom 3. September bis 5. Oktober 2019 auf Ibiza anberaumt. Die männlichen Nerds im Alter von 21 bis 32 Jahren bestanden laut Senderangabe aus einem Superman-Fan, mehreren Computerfans und Zockern, einem Magic-Karten-Sammler und einem Kandidaten, der (angelehnt an die Figur Link aus The Legend of Zelda) am liebsten im Elfenkostüm auf die Straße geht. Zwischen 19 und 32 Jahren lag das Alter der Beauties.

### Kandidaten
| Name *Künstlername/Pseudonym | Erste ProSieben-Titulierung        | Wohnort           | Beruf                                                     | weitere TV-Auftritte, Anmerkungen |
| ---------------------------- | ---------------------------------- | ----------------- | --------------------------------------------------------- | --- |
| Annabel Anderson*            | Schlager-Sternchen                 | Neuss             | Schlagersängerin                                          | Take Me Out (2018, Single-Lady) |
| Elias                        | Comic-Liebhaber                    | Freital           | Einzelhandelskaufmann Elektrofachmarkt                    | red! (2020, Hausbesuch) |
| Emmy Russ*                   | Bikini-Model                       | Hamburg           |                                                           | Köln 50667 (2015, Nina Nockel), Berlin – Tag & Nacht (Nina), Chartbreaker – Die Casting-Soap (2019, RTL II, Xenia Lewandowski) , red! (2020, Hausbesuch, Emmy besucht Sven K. in Apolda), taff (2020, gefakter Playboy-Anruf) |
| Sven K.                      | PC-Spiele-Zocker im Priestergewand | Apolda            | Student Gymnasiallehramt Deutsch und Katholische Religion | red! (2020, Emmy besucht Sven K. in Apolda) |
| Kim Schiele                  | Social-Media-Diva                  | Birkenheide       | Auszubildende (Krankenschwester)                          | red! (2020, Hausbesuch) |
| Illya Kucherenko             | Informatik-Nerd                    | Aldenhoven        | Student Informatik                                        | Kleindarsteller, YouTube-Channel-Betreiber |
| Malin Brown*                 | Make-Up-Fan                        | Krefeld           | Sachbearbeiterin                                          | Take Me Out (2018, 2019, Single-Lady) |
| Julien                       | Superman-Fan                       | Saarbrücken       | Sicherheitskraft                                          | |
| Victoria Lukac               | Shopping-Queen                     | Lienz             | Visagistin                                                | frühere Leistungsschwimmerin, Fitnesstrainerin |
| Sven L.                      | Computerfreak                      | Isselburg-Werth   | Fachkraft für Lagerlogistik                               | red! (2020, Hausbesuch) |
| Chris Grey*                  | Bizeps-Beauty                      | Köln              | Stripper                                                  | Temptation Island – Versuchung im Paradies (2019, Single-Verführer), Ausgezogen – Die Stripper-WG (2019, RTL II, Protagonist)                                                                                                 |
| Jennifer                     | Bücherfan                          | Bergisch Gladbach | gelernte Mediengestalterin                                | |
| Samira Klampfl               | Lifestylerin                       | München           | Disponentin                                               | Der Bachelor (2018, Kandidatin) |
| Dion                         | Magic-Karten-Sammler               | Berlin            | Konditoreifachverkäufer                                   | |
| Karina                       | selbsternannte Diva                | Reichshof         | Flughafen-Beschäftigte                                    | |
| Flamur                       | Videospiel-Fan                     | Beratzhausen      | Museums-Sicherheitskraft                                  | |
| Selina                       | Fashionista                        | Köln              | gelernte Rechtsanwaltsangestellte                         | |

### Paarbildung
Ein VW-Bus trug den Namen „Nerd-Express“, in dem zu Beginn „sieben Sonderlinge auf Ibiza unterwegs [waren]“. Der Bus erreichte eine Villa, in der sich die Sieben hinter einer Trennwand versammelten; auf der anderen Seite warteten die sieben Beauties in Minikleidern und Stöckelschuhen. Die Nerds traten nacheinander vor die Beauties und stellten sich zur Auswahl. War mehr als eine Beauty an dem gleichen Nerd interessiert, entschied der Nerd. Hatte keine Beauty Interesse an einem Nerd, ging er wieder zurück und trat in einer zweiten Runde vor.
Die erste Nacht verbrachten alle Paare in den Gemeinschaftsräumen, bevor sie gemeinsame Zimmer bezogen.
Den Paarcheck führten alsdann der aus deutschen Fernsehsendungen bekannte Psychologe Michael Thiel mit den Beauties und die auf Ibiza praktizierende Psychologin Susana Ferreras mit den Nerds durch. Die Beauties hatten Intelligenzfragen zu beantworten, die Nerds wurden mit Beautyfragen getestet. Als Ergebnis erhielt das nach Psychologenmeinung gänzlich unpassende Paar Kim & Sven K. die Option, sich innerhalb einer Stunde neue Partner auszuwählen.

### Ereignistabelle
| Ereignisse je Episode und Paar oder Gruppe | Ereignisse je Episode und Paar oder Gruppe | Ereignisse je Episode und Paar oder Gruppe | Ereignisse je Episode und Paar oder Gruppe | Ereignisse je Episode und Paar oder Gruppe | Ereignisse je Episode und Paar oder Gruppe | Ereignisse je Episode und Paar oder Gruppe |
| Paar Ereigniskategorie | Episode 1 | Episode 2 | Episode 3 | Episode 4 | Episode 5 | Episode 6 |
| --- | --- | --- | --- | --- | --- | --- |
| Kim (19) & Illya (21) | | | Gewinner Nerd-Challenge | Gewinner Beauty-Challenge | Nominiert von Annabel & Elias | Gewinner Nerd-Challenge E |
| Kim (19) & Illya (21) | Gewinner Beauty-Challenge A, C | | Gewinner Nerd-Challenge | Gewinner Beauty-Challenge | Nominiert von Annabel & Elias | |
| Annabel (32) & Elias (24) | | Elias besiegt Kim in einer Kniebeugen-Challenge „Kim gegen alle Nerds“ Gewinn: Zimmertausch mit anderem Paar (Annabel & Elias haben das kleinste Zimmer) | Gewinner Paar-Challenge Als Spider-Man, der von Mary Jane geküsst wird, kommt Elias zum ersten Kuss seines Lebens. Gewinn: Gemeinsame Stunden am Strand                                                                | Gewinner Nerd-Challenge Damit ohne Teilnahme an Beauty-Challenge | Gewinner Nerd-Challenge | Gewinner Nerd-Challenge B, D |
| Annabel (32) & Elias (24) | Gewinner Beauty-Challenge | Elias besiegt Kim in einer Kniebeugen-Challenge „Kim gegen alle Nerds“ Gewinn: Zimmertausch mit anderem Paar (Annabel & Elias haben das kleinste Zimmer) | Gewinner Paar-Challenge Als Spider-Man, der von Mary Jane geküsst wird, kommt Elias zum ersten Kuss seines Lebens. Gewinn: Gemeinsame Stunden am Strand                                                                | Gewinner Nerd-Challenge Damit ohne Teilnahme an Beauty-Challenge | Gewinner Beauty-Challenge A | |
| Victoria (22) & Sven L. (24) | | Gewinner Nerd-Challenge Damit ohne Teilnahme an Beauty-Challenge | Nominiert von Chris & Jennifer Wegen Emmys Ausstieg ohne Entscheidungsquiz in die nächste Runde | 2. Platz Beauty-Challenge | | Verlierer Paar-Challenge (Ohne Nominierung ausgeschieden) |
| Konflikt | Beim Tanzen verschüttet Kim etwas Champagner auf die Kleider von Emmy und Selina. Ein daraufhin eskalierender Streit von Selina und Emmy mit Kim und Dion führt zum Auszug von Selina.                                                                                             | Nach dem Nominiertwerden massiert und cremt Chris Victoria ein und macht Sven L. damit eifersüchtig. | Aufgrund der Nachwirkungen des Streits in Folge 1 nimmt Emmy nicht an einer angesetzten Party teil. Emmy rechnet nach ihrer Nominierung verbal mit Kim und Chris ab; als sie Annabel miteinbezieht, wird Elias wütend. | Malin und Chris sind unzufrieden mit dem Superheldinnenkostüm ihrer Nerds. | Illya wird nach dem Umstyling „touchy“ gegenüber Kim, bis sie ihm eine Ansprache hält Annabel nominiert Kim, da sie diese mit ihrer Intelligenz als gefährliche Gegnerin im Finale sieht. Kim ist aufgebracht, da sie das als „Annabels beste Freundin in der Villa“ nicht erwartet hat. | |
| Challenge | Paar-Challenge: Jede Beauty bemalt ihren Nerd als „Weltraumkapitän“ nach Vorlage Siegerpaar: Nerd mit größter Pulsdifferenz zu Beginn und Ende der Bemalung Wertung: den Teilnehmern vorab unbekannt                                                                               | Nerd-Challenge: Poledance-Vorführung Wertung: 3er-Jury mit Poledance-Trainerin | Nerd-Challenge: Beautywissens-Quiz mit 3 Antwortmöglichkeiten (3 Buzzer): In Zorb-Kugel am schnellsten zum richtigen Buzzer laufen Sieger: Am häufigsten als Erster richtigen Buzzer gedrückt                          | Nerd-Challenge: Für die Beauty ein Superheldinnenkostüm herstellen mit Hintergrundgeschichte Wertung: Jimi Blue Ochsenknecht                                                                | Nerd-Challenge: Beauty-Rettung auf See: Mit Rettungsboje zur Beauty schwimmen, ihr Gepäck aus dem Wasser in ein Boot schaffen Wertung: Lifeguard | Nerd-Challenges: B. Make-up-Utensilien dem Namen zuordnen Gewinn: 5 s für Challenge E D. Dritte Code-Ziffer aus Takelage holen Gewinn: 5 s für Challenge E E. In Takelage klettern, vierte Code-Ziffer sichtbar machen, am Seil hinunter, mit Code Gewinntruhe öffnen Gewinn: 50.000 Euro                                                             |
| Challenge | Paar-Challenge: Jede Beauty bemalt ihren Nerd als „Weltraumkapitän“ nach Vorlage Siegerpaar: Nerd mit größter Pulsdifferenz zu Beginn und Ende der Bemalung Wertung: den Teilnehmern vorab unbekannt                                                                               | Beauty-Challenge: Floß bauen und um eine Boje paddeln Siegerin: Schnellste Rückkehrerin zum Strand | Beauty-Challenge: In Nerd-Kleidung und nach unästhetischer Gesichtsumwandlung flirten Wertung: Flirtpartner | Beauty-Challenge: Wissensquiz nach Ibiza-Rundfahrt mit Fremdenführerin Sieger: Die 3 Beauties mit den meisten richtigen Antworten auf 5 Fragen                                              | Beauty-Challenge: Vorher gelerntes Wissen aus einem Schulfach vor Schülern unterrichten Wertung: Lehrerin | Beauty-Challenges: A. Rechenaufgabe lösen Gewinn: Erste Ziffer des Codes C. Zweite Code-Ziffer aus Takelage holen Gewinn: 5 s für Challenge E |
| Challenge | Paar-Challenge: Jede Beauty bemalt ihren Nerd als „Weltraumkapitän“ nach Vorlage Siegerpaar: Nerd mit größter Pulsdifferenz zu Beginn und Ende der Bemalung Wertung: den Teilnehmern vorab unbekannt                                                                               | Beauty-Challenge: Floß bauen und um eine Boje paddeln Siegerin: Schnellste Rückkehrerin zum Strand | Paar-Challenge: Berühmte Filmszenen nachspielen Wertung: Raúl Richter | Nerd-Umstyling durch Thomas Rath Elias, Illya, Sven L. und Jennifer präsentieren sich den Beauties Anschließend erhalten sie ihre Handys, um jemand Nahestehenden davon berichten zu können | Nerd-Umstyling durch Thomas Rath Elias, Illya, Sven L. und Jennifer präsentieren sich den Beauties Anschließend erhalten sie ihre Handys, um jemand Nahestehenden davon berichten zu können                                                                                              | Paar-Challenge: Auf eingeseifter Rutschbahn aufwärts bewegen, oberhalb davon Fragen beantworten, herunterrutschen, Glocke läuten – das Ganze dreimal bei immer kürzerem Hilfsseil Fragerunden: 1. Beauty beantwortet Nerdfragen; 2. Nerd beantwortet Beautyfragen; 3. Beide beantworten Fragen zum anderen Wertung: nach Zeit und richtigen Antworten |
| Chris (28) & Jennifer (33) | | Chris führt vor den Beauties einen Striptease auf und auf Kim einen Lapdance. Nominiert von Victoria & Sven L. Ohne Teilnahme an Beauty-Challenge | Gewinner Beauty-Challenge | 3. Platz Beauty-Challenge | Nominiert von Annabel & Elias Unterliegen im Entscheidungsquiz gegen Kim & Illya, bei dem die Beauties drei Nerdfragen und die Nerds drei Beautyfragen beantworten müssen | |
| Malin (28) & Julien (32) | | Gewinner Beauty-Challenge | | Verlierer Beauty-Challenge (Ohne Nominierung ausgeschieden) Keine Teilnahme am Nerd-Umstyling                                                                                               | | |
| Emmy (20) & Sven K. (22) | Gewinner Paar-Challenge | | Nominiert von Kim & Illya, insbesondere wegen Emmys Streitigkeiten mit Kim In weiterem Streit geht Emmy vor dem Entscheidungsquiz freiwillig. Sven K. hat keine andere Wahl, als ebenfalls zu gehen.                   | | | |
| Samira (25) & Dion (30) | Samira ersetzt Selina | Müssen Zimmer mit Annabel & Elias tauschen Nominiert von Malin & Julien mit der Vorgabe, Chris & Jennifer hinauszuwerfen. Unterliegen im Entscheidungsquiz gegen Chris & Jennifer, bei dem die Beauties 3 Nerdfragen und die Nerds 3 Beautyfragen beantworten müssen | | | | |
| Samira (25) & Dion (30) | Automatisch nominiert als eines der beiden Paare mit dem geringsten Pulsunterschied des Nerds in der Paar-Challenge | Müssen Zimmer mit Annabel & Elias tauschen Nominiert von Malin & Julien mit der Vorgabe, Chris & Jennifer hinauszuwerfen. Unterliegen im Entscheidungsquiz gegen Chris & Jennifer, bei dem die Beauties 3 Nerdfragen und die Nerds 3 Beautyfragen beantworten müssen | | | | |
| Karina (25) & Flamur (26) | Automatisch nominiert als eines der beiden Paare mit dem geringsten Pulsunterschied des Nerds in der Paar-Challenge Von Emmy & Sven K. zum Verlassen der Show ausgewählt. | | | | | |
| Selina (28) & Dion | Selina zieht wegen des Konfliktes aus (s. oben). Dion ist „Nerd ohne Beauty“ – der Einzug von Samira als neuer Beauty bewahrt ihn davor, ebenfalls aussteigen zu müssen. | | | | | |
| Kim & Sven K. Emmy & Flamur Karina & Illya | Kim initiiert eine Männergesprächsrunde. Nur Illya und Flamur erklären dem von den Psychologen zum Partnerwechsel aufgeforderten Sven K. ihre Bereitschaft zum Frauentausch. Sven K. wählt Emmy und Kim Illya. Das dritte neue Paar bilden die nun partnerlosen Karina und Flamur. | | | | | |
| Farblegende: _ Nominierte Paare; _ Nominierte und ausgeschiedene Paare; _ Aufgelöste Paare; _ Challenge-Gewinner mit Nominierungsrecht (ohne Nominierungsrecht in Episode 4 und 6); _ Ohne Teilnahme (späterer Einstieg, ausgeschieden oder aufgelöst) | | | | | | |

### Finale
Die letzten beiden Paare hatten eine Schnitzeljagd zu absolvieren, die sie zu einem Platz führte, an dem sie zwei Zelte für die Übernächtigung aufzubauen hatten. Am nächsten Tag wurden sie zu einem Segelboot weitergeleitet, auf dem die Entscheidung über den Sieg fallen sollte. Die erste Rechenaufgabe lösten beide Beauties unter Störgeschrei der Konkurrenz richtig, in den folgenden drei Challenges sicherte sich das Team Annabel & Elias einen Zeitvorteil, der Elias in der fünften Challenge als Ersten zur Gewinntruhe führte. Allerdings agierte er beim Eingeben des gelösten Zahlencodes so unglücklich, dass Illya sein Schloss noch vor ihm öffnen konnte und  Kim und er die 50.000 Euro Gewinn an sich brachten.

### Das Wiedersehenund Betrugsvorwurf
Der finalen Folge am 9. Juli 2020 schloss sich das Special Das Wiedersehen an. In sieben Gesprächsrunden mit allen (sechsmal mit fünf und einmal mit vier) Kandidaten tauschten sich die Teilnehmer mit Moderator Christian Düren nach Einspielern insbesondere über die aufgetretenen Konflikte aus. An der ersten und letzten Runde nahm Illya teil, dem von Annabel vorgeworfen wurde, beim Abflug geäußert zu haben, sich auf seine Freundin zu freuen, obwohl das Teilnahmekriterium „Single“ war. Auch Kim stellte fest, dass seine zielgerichteten Übergriffe nicht dem Verhalten einer Jungfrau entsprachen, die Illya vorgegeben hatte zu sein. Von Düren auf das damalige Vorhandensein einer Freundin befragt, äußerte Illya, „aus rechtlichen Gründen keine Aussage zu treffen“. Bereits vor dem Finale hatte die Bild aufgedeckt, dass Illya auf seiner Schauspieler-Sedcard zu „Beauty & The Nerd“ „Nerd“ unter „Rolle“ angegeben hatte sowie auf Fotos der Sedcard, die die Bild auf Anfang 2019 datierte, bereits wie nach dem Umstyling aussah. Kim äußerte Unbehagen, durch Illya „mit in die Scheiße [reingeritten worden zu sein]“. Aufforderungen von Mitspielern, Elias vom Geld abzugeben, lehnte Illya ab, da er es bereits verplant habe. ProSieben äußerte auf Anfragen zunächst nicht die Absicht, das Geld zurückzufordern, gab jedoch am 17. Juli 2020 bekannt, Illyas Gewinnanteil in Höhe von 25.000 Euro nicht auszuzahlen, sondern an Die Arche zu spenden. Kims Gewinnanteil sei nicht betroffen, so der Sender.

### Kritik
Anja Rützel (Der Spiegel): „Warum geht ‚Beauty & The Nerd‘ selbstverständlich davon aus, ‚Schönheit‘, zumal die hier propagierte, überwiegend chirurgisch plastinierte, wäre in diesem künstlich betonierten Dualismus zwingend das überlegene Prinzip, dem sich das weniger schablonierte, ungetrimmte unterwerfen und anpassen muss?“

## Staffel 3 (2021)
Die auf Zypern ausgetragene dritte Staffel wurde vom 5. August bis 9. September 2021 ausgestrahlt. Die Nerds waren zwischen 18 und 31, die Beautys 21 bis 29 Jahre alt.

### Kandidaten
| Nerds   |                    |                 |       |                   |                                      |                       |                                                                          |
| Platz   | Name               | Partner/in von  | Alter | Wohnort           | Beruf                                | Ausgeschieden (nach)  | Ausgeschieden (nach)                                                     |
| 1       | Markus             | Cecilia         | 23    | Kiel              | Student (Sport und Philosophie)      | –                     | –                                                                        |
| 2       | Cao                | Luisa Alexandra | 22    | Sigmaringen       | Auszubildender (Industriemechaniker) | Folge 6 (Finale)      | Folge 6 (Finale)                                                         |
| 3       | Luca               | Wictoria        | 21    | Overath           | Student (Medieninformatik)           | Folge 6 (Rauswahl)    | Folge 6 (Rauswahl)                                                       |
| 4       | Jeremy             | Ricarda         | 18    | Gingen a. d. Fils | Schüler                              | Folge 5 (Exit-Quiz)   | Folge 5 (Exit-Quiz)                                                      |
| 5       | Teresa             | Julien          | 27    | Rottendorf        | Game-Testerin                        | Folge 4 (Rauswahl)    | Folge 4 (Rauswahl)                                                       |
| 6       | Leonard            | Loreen          | 25    | Mainz             | Student (Computational Sciences)     | Folge 3 (Exit-Quiz)   | Folge 3 (Exit-Quiz)                                                      |
| 7       | Christian          | Meike Mounia    | 31    | Augsburg          | Softwareentwickler                   | Folge 2 (Schätzfrage) | Folge 2 (Schätzfrage)                                                    |
| 8       | Volker             | Helena          | 27    | Rottendorf        | Kurierfahrer                         | Folge 1 (Exit-Quiz)   | Folge 1 (Exit-Quiz)                                                      |
| Beautys |                    |                 |       |                   |                                      |                       |                                                                          |
| Platz   | Name               | Partner/in von  | Alter | Wohnort           | Beruf                                | Ausgeschieden (nach)  | weitere TV-Auftritte                                                     |
| 1       | Cecilia Asoro      | Markus          | 25    | Düsseldorf        | Model                                | –                     | Take Me Out (2018) Der Bachelor (2019)                                   |
| 2       | Luisa Krappmann    | Cao             | 19    | Bamberg           | Influencerin                         | Folge 6 (Finale)      | Paradise Hotel (2020) Temptation Island (2021)                           |
| 3       | Wiktoria           | Luca            | 23    | Heinsberg         | Versicherungskauffrau                | Folge 6 (Rauswahl)    | –                                                                        |
| 4       | Ricarda Raatz      | Jeremy          | 28    | Solingen          | Influencerin                         | Folge 5 (Exit-Quiz)   | Love Island (2019) Shopping Queen (2021)                                 |
| 5       | Julien Momm        | Teresa          | 29    | Köln              | Beziehungscoach                      | Folge 4 (Rauswahl)    | Take Me Out (2017) Temptation Island (2020) Temptation Island VIP (2020) |
| 6       | Loreen Schenke     | Leonard         | 21    | Ronnenberg        | Microblading Artist                  | Folge 3 (Exit-Quiz)   | Ex on the Beach (2020)                                                   |
| 7       | Meike Emonts       | Christian       | 29    | Köln              | Krankenschwester und Influencerin    | Folge 2 (Schätzfrage) | Der Bachelor (2018) Bachelor in Paradise (2019) Temptation Island (2021) |
| 8       | Alexandra Leonhard | Cao             | 25    | München           | Studentin (Biologie)                 | Folge 2 (freiwillig)  | FameMaker (2020)                                                         |
| 9       | Helena Batalija    | Volker          | 23    | München           | Studentin (soziale Arbeit)           | Folge 1 (Exit-Quiz)   | –                                                                        |
| 10      | Mounia Ammar       | Christian       | 25    | Darmstadt         | Angestellte (Autovermietung)         | Folge 1 (Tausch)      | –                                                                        |

### Ablauf
Folge 1: Im Unterschied zur letzten Staffel wählten die sieben Nerds nacheinander eine der sieben Beautys aus. Als Überraschung zog eine achte Beauty (Meike) in die Villa ein und die Nerds erhielten ein Tauschangebot: Wer seine Beauty mit ihr tauschen möchte, ist safe für die nächste Runde und seine bisherige Beauty hat die Villa zu verlassen. Erhält sie kein Angebot, geht Meike wieder. Chris und Cao waren zum Tausch bereit, Meike wählte Chris. Die Team-Challenge zuvor (entspricht Paar-Challenge in voriger Staffel) gewannen Markus/Cecilia, die Cao/Alexandra und Volker/Helena für das Exit-Quiz (entspricht Entscheidungsquiz in voriger Staffel) nominierten. Volker/Helena unterlagen und verließen die Villa.
Folge 2: Wie in der vergangenen Staffel vergrößerte sich in Folge 2 das Teilnehmerfeld um einen weiblichen Nerd und eine männliche Beauty. Alexandra, zu der ihr Nerd keine stärkere Verbindung aufbaute und die sich von den anderen nicht akzeptiert fühlte, verließ die Villa. Cao erhielt Luisa als neue Beauty und war mit ihr safe für die nächste Runde. Die beiden Team-Challenges gewannen Teresa/Julien und Leonard/Loreen, die jeweils ein Paar per Los nominierten. Nach einem unentschiedenen Exit-Quiz unterlagen Christian/Meike Luca/Wiktoria in der Schätzfrage.
Folge 3: Es gab die erste Challenge, bei der sich die Teams durch das Nachspielen bekannterer Szenen aus Musikclips und Filmen z. T. lippennah kommen mussten/durften. Die Sieger Teresa/Julien nominierten Leonard/Loreen als ihre „gefährlichsten Gegner“. Die Gewinner der zweiten Challenge Cao/Luisa nominierten Luca/Wiktoria, weil Wiktoria mit einer verkündeten Auszugsabsicht „Stress“ bereitet hätte. (Wiktoria blieb, weil danach auch Luca die Villa hätte verlassen müssen, da es keine Nachrück-Beauty mehr gab.) Luca/Wiktoria gewannen das Exit-Quiz mit 4:3.
Folge 4: Ricarda wollte Jeremy durch ein Gespräch zu einem stärkeren Teamplayer werden lassen. Die erste Challenge entschieden Markus/Cecilia für sich und erreichten damit das Umstyling. Die weiblichen Beautys tauschten sich darüber aus, Teresa/Julien in der zweiten Challenge nicht gewinnen und Nominierungsschutz erreichen zu lassen. An dieses Ziel gelangten sie, als Cecilia die Zahlenkombination ihres zu öffnenden Vorhängeschlosses bereits eingestellt vorfand und die weiblichen Beautys ohne Lösung der dazugehörenden Mathematikaufgabe siegten. Die Regie annullierte den fehlerhaft gestalteten Wettbewerb. In der Ersatzrechenaufgabe siegten wieder Markus/Cecilia, die für den sofortigen Auszug Teresa/Julien auswählten. Die ersten beiden Ergebnisse des wieder von Thomas Rath geleiteten Nerd-Umstylings erzeugten bei den vier Beautys Fassungslosigkeit und Begeisterung.
Folge 5: Nach den beiden weiteren Nerd-Umstylings gewannen Cao/Luisa und Markus/Cecilia die Challenges; die beiden anderen Paare hatte den Exit-Quiz zu bestreiten. Luca/Wictoria obsiegten über Jeremy/Ricarda.
Folge 6: Jeder Nerd dinierte festlich mit seiner Beauty und überreichte ihr dabei ein Geschenk. Alle sechs Verbliebenen erhielten Videogrußbotschaften von Angehörigen oder Freunden. Später hatten die sechs zu entscheiden, welches Paar die Halbfinalchallenge bestreiten sollte. Würde dieses Paar die Challenge gewinnen, wäre es im Finale und könnte eines der anderen Paare aus der Show werfen; würde es verlieren, wären die anderen beiden Paare im Finale. Man einigte sich auf Markus/Cecilia, die das Spiel gewannen und Luca/Wiktoria nach Hause schickten.
Das Finale fand als Extended Exit-Quiz statt, in dem der erstmals in Erscheinung tretende Moderator Christian Düren die Fragen aus der Welt des jeweiligen Partners an einen Nerd oder eine Beauty richtete. Gespielt wurde in vier Runden, für deren Gewinn es aufsteigend 1 bis 4 Punkte gab. Die Runden 1 und 2 gewannen Cao/Luisa, die Runden 3 und 4 Markus/Cecilia, so dass Letztere mit 7:3 Punkten Gewinner der 50.000 Euro wurden.
 Der Talk danach:  Christian Düren hatte die vier erstplatzierten Beautys zu Gast (Ricarda aufgrund eines positiven Coronatests nur über Bildschirm), zu denen sich nach und nach ihre Nerds gesellten. Überraschungsgast war Caos erste Beauty Alexandra. Insbesondere wurden deren Konflikte mit anderen sowie das aktuelle Verhältnis von Luca und Wiktoria, die in der Show am meisten Nähe zueinander zeigten, thematisiert.

## Staffel 4 (2023)
Am 23. Mai 2022 teilte ProSieben via Twitter mit, den für den 2. Juni 2022 geplanten Sendebeginn aus „produktionstechnischen Gründen“ auf 2023 zu verschieben.
Die wieder auf Zypern gedrehte Staffel wurde vom 29. Juni bis 3. August 2023 ausgestrahlt. Die Altersspektren der beiden Gruppen wechselten im Vergleich zum Vorjahr, die Nerds wiesen 20 bis 29 Jahre auf, die Beauties 18 bis 31 bzw. 33.

### Kandidaten
| Teams |                           |                           |                       | | |                        |                                  |
| Platz | Nerd, Alter * Titulierung | Nerd, Alter * Titulierung | Wohnort Beruf         | Beauty, Alter * Bisherige TV-Teilnahmen | Beauty, Alter * Bisherige TV-Teilnahmen | Wohnort Beruf          | Ausgeschieden (nach)             |
| 1     | Samuel                    | 25                        | Grafenau              | Setty Mois ** | 23 | Hamburg                | –                                |
| 1     | Mittelalter-Nerd          | Mittelalter-Nerd          | Schreiner             | Reeperbahn privat! 2021 Bella Italia – Camping auf Deutsch 2021                                                                                         | Reeperbahn privat! 2021 Bella Italia – Camping auf Deutsch 2021                                                                                         | Burlesque-Künstlerin   | –                                |
| 2     | Florian                   | 24                        | Wien                  | Beverly | 29 | Wien                   | Folge 6 Finale                   |
| 2     | Space-Nerd                | Space-Nerd                | Teamleiter            | Take Me Out 2021 | Take Me Out 2021 | Make-up-Artistin       | Folge 6 Finale                   |
| 3     | Dominik                   | 27                        | Büttelborn            | Natascha Beil | 31 | Hanau                  | Folge 6 Team-Challenge           |
| 3     | Fantasy-Nerd              | Fantasy-Nerd              | Logistikmitarbeiter   | Germany’s Next Topmodel 2011 Love Island 2018 | Germany’s Next Topmodel 2011 Love Island 2018 | Friseurin              | Folge 6 Team-Challenge           |
| 4     | Alex                      | 21                        | Essen                 | Chris Broy | 33 | Köln                   | Folge 5 Rauswahl                 |
| 4     | Pink-Nerdin               | Pink-Nerdin               | Ergotherapeutin i. A. | Das Sommerhaus der Stars 2020 Kampf der Realitystars 2021                                                                                               | Das Sommerhaus der Stars 2020 Kampf der Realitystars 2021                                                                                               | Influencer             | Folge 5 Rauswahl                 |
| 5     | Mike                      | 20                        | Witten                | Brenda | 18 | Köln                   | Folge 4 Rauswahl                 |
| 5     | Anime-Nerd                | Anime-Nerd                | Logistikmitarbeiter   | – | – | Schülerin              | Folge 4 Rauswahl                 |
| 6     | Marco                     | 25                        | Neuhausen             | Walentina Doronina | 22 | Essen                  | Folge 3 Exit-Quiz (4:5)          |
| 6     | Cosplay-Nerd              | Cosplay-Nerd              | Kfz-Mechatroniker     | Ex on the Beach 2020 Are You The One? – Reality Stars in Love 2021 CoupleChallenge 2021 Reality Shore 2021 Promi Big Brother 2022 Germany Shore 2022-23 | Ex on the Beach 2020 Are You The One? – Reality Stars in Love 2021 CoupleChallenge 2021 Reality Shore 2021 Promi Big Brother 2022 Germany Shore 2022-23 | Content Creatorin      | Folge 3 Exit-Quiz (4:5)          |
| 7     | Stefan                    | 29                        | Neumünster            | Julia „Jules“ Wohlgemuth | 26 | Berlin                 | Folge 2 Exit-Quiz (3:4)          |
| 7     | Tier-Nerd                 | Tier-Nerd                 | Zootierpfleger        | Love Island 2018 Are You The One? – Reality Stars in Love 2021                                                                                          | Love Island 2018 Are You The One? – Reality Stars in Love 2021                                                                                          | Studentin (BWL), Model | Folge 2 Exit-Quiz (3:4)          |
| 8     | David                     | 22                        | Graz                  | Selina | 21 | Ilsede                 | Folge 1 freiwillig vor Exit-Quiz |
| 8     | Godzilla-Nerd             | Godzilla-Nerd             | Student (Fotografie)  | – | – | Kosmetikerin           | Folge 1 freiwillig vor Exit-Quiz |

* zur Drehzeit; ** Künstlername oder Pseudonym in kursiv

### Ablauf
Die Paare bildeten sich in Folge 1 wie in Staffel 2: die Beauties hatten „Erstzugriffsrecht“. Die beiden letzten Paare der Team-Challenge, Dominik/Natascha und David/Selina, hatten das Exit-Quiz zu bestreiten; Letzteres gab vorab auf.
In Folge 2 gesellten sich wieder ein weiblicher Nerd und eine männliche Beauty hinzu. Als Sieger der ersten Team-Challenge nominierten Florian/Beverly Marco/Walentina für das Exit-Quiz. Als Sieger der zweiten Team-Challenge beabsichtigten Mike/Brenda die gleiche Nominierung (Walentina machte sich bei anderen Beautys durch egoistisches Verhalten unbeliebt) und wählten nun Stefan/Jules als vermeintlich stärkstes Team, um Marco/Walentina aus dem Rennen zu werfen (Die Challenge-Sieger waren vor einer Nominierung geschützt). Doch Stefan/Jules unterlagen.
Die erste Team-Challenge in Folge 3 entschieden Samuel/Setty für sich und gewannen den Nominierungsschutz, ebenso wie in der zweiten Team-Challenge Mike/Brenda. Ohne Absprache miteinander hatten die Teams nun jeweils ein anderes Team für das Exit-Quiz zu nominieren. Marco/Walentina, die auch Probleme miteinander hatten, erhielten absehbar die Stimmenmehrheit (drei Stimmen) und hatten die Wahl, als Gegner für das Exit-Quiz Florian/Beverly oder Alex/Chris (jeweils eine  „taktische“ Stimme) zu wählen. Sie freuten sich über die Möglichkeit, nun mit ihrer Stimme das vermeintlich schwächste wählbare Team Alex/Chris als Gegner zu bestimmen. Das drohende Auseinanderreißen des entstandenen pinkhaarigen Liebespaares Alex und Mike brachte Alex in Tränen und Mike zu wütenden Schlägen gegen eine Säule der Villa. Doch überraschend gewannen Alex/Chris das Quiz.
Wegen seiner Liebelei mit Alex stellte Brenda Mike zur Rede: Sie sehe den Teamzusammenhalt gefährdet, Mike unterstütze sie, seine Beauty, nicht mehr genug. Bei der zweiten Team-Challenge in Folge 4 zeigte sich ihre Unzufriedenheit in heftigen Vorwürfen an Mike. Den Nominierungsschutz gewannen Florian/Beverly, im ersten Spiel hatten ihn Samuel/Setty erlangt. Die anderen Paare mussten sich der direkten Rauswahl stellen, prompt begründeten die beiden Challenge-Sieger ihre Stimmabgaben für Mike/Brenda mit dem fehlenden Teamgeist. Die dritte Stimme kam von Alex/Chris, die die beiden anderen Stimmen einsammelten. Nach dem Auszug von Mike/Brenda vollzogen wie gewohnt Thomas Rath und sein Team das Umstyling, zuerst an Dominik und Alex.
Nach dem Umstylen von Samuel und Florian in Folge 5 gewannen diese mit ihren Beauties die beiden Team-Challenges. Alle acht empfingen Video- oder schriftliche Grußbotschaften von der Familie oder Freunden. Danach mussten die Nerds an den Beauties ihr Flirtvermögen vorführen und diese Vorträge in den „Fachbereichen“ ihrer Nerds halten. Zuletzt hatten die Gewinnerpaare zu viert zu beraten und das Paar zu bestimmen, das „das Weiterkommen verdient“ hat: Sie entschieden zugunsten Dominik/Natascha.
Beverly versuchte in Folge 6 weiterhin, den nach dessen Umstyling begonnenen Flirt von Florian und Setty zu unterbinden, der ihrer Meinung nach das Wiener Team schwächte. In der Team-Challenge „Beautyfall“ hatte der Nerd die an einem Kranausleger hängende Beauty in vier Schritten – jeweils nach Beantwortung einer Frage – herabzulassen, indem er selbst eine Strickleiter hochkletterte. Beverly wurde vor Beantwortung der vierten Frage ohnmächtig und die Challenge des Teams abgebrochen. Dominik schaffte das zweite Hinaufklettern nicht, Natascha geriet daraufhin in Wut und ihr Nerd in Tränen. Das Team vertrug sich nach einer Aussprache wieder. Am Abend feierten die drei Teams eine Party, zu der Alex und die weiteren vier, nunmehr ebenso von Thomas Rath umgestylten Nerds stießen. Dem Finale wohnten die sechs ausgeschiedenen Nerds bei; Samuel/Setty gewannen gegen Florian/Beverly.

## Staffel 5 (2024)
Die Folgen liefen vom 15. August bis 19. September 2024 auf ProSieben und Joyn. Die 21 bis 29 Jahre alten Nerds hatten einen Altersdurchschnitt von 24 Jahren, die 20 bis 30 Jahre alten Beautys einen von 26,5.

### Kandidaten
| Platz | Nerd, Alter Titulierung | Nerd, Alter Titulierung | Wohnort Beruf              | Beauty, Alter Bisherige TV-Teilnahmen | Beauty, Alter Bisherige TV-Teilnahmen | Wohnort Beruf                                       | Ausgeschieden (nach)    |
| ----- | ----------------------- | ----------------------- | -------------------------- | --- | --- | --------------------------------------------------- | ----------------------- |
| 1     | Collin                  | 22                      | Hückeswagen                | Kim Virginia Hartung | 28 | Mannheim                                            | –                       |
| 1     | Informatik-Nerd         | Informatik-Nerd         | Student (Medieninformatik) | Der Bachelor 2021 Temptation Island 2022 Bachelor in Paradise 2022 Are You the One? – Reality Stars in Love 2023 Ich bin ein Star – Holt mich hier raus! 2024 Prominent getrennt 2024 | Der Bachelor 2021 Temptation Island 2022 Bachelor in Paradise 2022 Are You the One? – Reality Stars in Love 2023 Ich bin ein Star – Holt mich hier raus! 2024 Prominent getrennt 2024 | Reality-TV-Darstellerin, Influencerin               | –                       |
| 2     | Joelle                  | 21                      | Kassel                     | Salvatore Vassallo | 30 | Mülheim an der Ruhr                                 | Folge 6 Finale          |
| 2     | Manga-Nerdin            | Manga-Nerdin            | Verkäuferin                | Temptation Island 2019 Paradise Hotel 2019 Ex on the Beach 2020 Are You the One? – Reality Stars in Love 2021 Die Bachelorette (Schweiz) 2022                                         | Temptation Island 2019 Paradise Hotel 2019 Ex on the Beach 2020 Are You the One? – Reality Stars in Love 2021 Die Bachelorette (Schweiz) 2022                                         | Reality-TV-Darsteller, Unternehmer                  | Folge 6 Finale          |
| 3     | Sam                     | 24                      | Mainz                      | „Shelly“ Schmidt | 25 | Rostock                                             | Folge 6 Challenge       |
| 3     | Schifffahrts-Nerd       | Schifffahrts-Nerd       | IT-Techniker               | Are You The One? 2023 | Are You The One? 2023 | Friseurmeisterin, Styling-Salon-Inhaberin           | Folge 6 Challenge       |
| 4     | Kilian                  | 23                      | Saarbrücken                | Pia „Babu“ | 30 | Oberhausen                                          | Folge 6 Schätzfrage     |
| 4     | Film-Nerd               | Film-Nerd               | Postbote in Ausbildung     | Temptation Island VIP 2022 | Temptation Island VIP 2022 | Inhaberin eines Kosmetikstudios                     | Folge 6 Schätzfrage     |
| 5     | Pierre                  | 29                      | Düsseldorf                 | Linda Nobat | 29 | Hanau                                               | Folge 4 Rauswahl        |
| 5     | Mittelalter-Nerd        | Mittelalter-Nerd        | Küchenfachberater          | Der Bachelor 2021 Ich bin ein Star – Holt mich hier raus! 2022 RTL Turmspringen 2022 Skate Fever – Stars auf Rollschuhen 2022                                                         | Der Bachelor 2021 Ich bin ein Star – Holt mich hier raus! 2022 RTL Turmspringen 2022 Skate Fever – Stars auf Rollschuhen 2022                                                         | Model, Influencerin, Reality-TV-Teilnehmerin        | Folge 4 Rauswahl        |
| 6     | Mike                    | 24                      | Stralsund                  | Nelly | 22 | Lehrte                                              | Folge 3 Exit-Quiz (2:4) |
| 6     | Sammelkarten-Nerd       | Sammelkarten-Nerd       | Software-Entwickler        | – | – | Content Creatorin, Musikerin                        | Folge 3 Exit-Quiz (2:4) |
| 7     | Kris                    | 26                      | Köln                       | Vanessa Priem | 20 | Leopoldshagen                                       | Folge 2 Exit-Quiz (0:4) |
| 7     | Achterbahn-Nerd         | Achterbahn-Nerd         | Student                    | – | – | Influencerin, Model                                 | Folge 2 Exit-Quiz (0:4) |
| 8     | Daniel „Dan“            | 23                      | Göttingen                  | Christin Okpara | 28 | Harsewinkel                                         | Folge 1 Schätzfrage     |
| 8     | Wissenschafts-Nerd      | Wissenschafts-Nerd      | Student (Biologie)         | Are You The One? 2021 CoupleChallenge 2021 Das große Promi-Büßen 2023 | Are You The One? 2021 CoupleChallenge 2021 Das große Promi-Büßen 2023 | Studentin (Sozialpädagogik) Reality-TV-Darstellerin | Folge 1 Schätzfrage     |

### Ablauf
Der „Nerd-Express“ fuhr in Folge 1 sieben Nerds zu einer Location auf Ko Samui in Thailand, wo sie nacheinander in die Obhut einer der wartenden Beautys genommen wurden. Ein auf Anhieb nicht ausgewählter Nerd konnte im Gegenzug seine Beauty selbst aussuchen. Die erste Nacht verbrachten alle auf Behelfsschlafunterlagen im großen Wohnbereich. Am nächsten Tag gewannen Pierre/Linda einen „Paartest“ und konnten nun bestimmen, wer die vorhandenen Räume bzw. Schlafgelegenheiten (Luxus Suite, Junior Suite, Standard Zimmer (2×), Low Budget Room (2×) und Outdoor Bed) beziehen konnte. Erstere wiesen sie sich selbst zu, letztere ging an Collin/Kim. Pierre/Linda gewannen auch die folgende Challenge und waren damit safe. Für das Exit-Quiz wurden Dan/Christin nominiert, die nach einem 1:1 in der anschließenden Schätzfrage unterlagen. Ihre Quiz-Gegner Sam/Shelley hatten wie drei andere Paare nur eine Nominierung; bei Stimmengleichheit zählte die Stimme der Challenge-Gewinner.
Zu Beginn von Folge 2 stellte sich heraus, dass der inklusive Zimmerservice für die Luxus Suite von den „Draußenschläfern“ Collin/Kim erbracht werden muss. In Folge entwickelte sich zwischen Linda und Kim ein fortgesetzter Streit. In einer „Nerd-Talent-Show“ traten einige Nerds auf. Nominierungsgeschützt waren die Challenge-Gewinner Pierre/Linda und Babu/Kilian sowie das hinzugekommene männliche Beauty/Nerdin-Paar. Collin/Kim und Vanessa/Kris erhielten je 3 Stimmen. Da Kim im Quiz ihre drei Fragen richtig beantwortete und Vanessa keine, reichte die nächste richtige Antwort ihres Nerds zum Weiterkommen.
In Folge 3 wurden Pierre/Linda und Collin/Kim safe. Das Exit-Quiz überstanden Kilian/Babu gegen Mike/Nelly. Beide Paare erhielten zwei Nominierungen. Die beiden Challenges in Folge 4 gewannen Joelle/Salvatore, die erste nach einer Schätzfrage gegen die punktgleichen Collin/Kim und Kilian/Babu. Der männlichen Beauty und der Nerdin oblag die Rauswahl eines der beiden Paare, die in den Challenges den letzten Platz belegten. Es traf Pierre/Linda, Sam/Shelley konnten bleiben. „Traditionsgemäß“ begann danach das Umstyling mit Thomas Rath.
In Folge 5 äußerte Joelle, sich nicht mit Salvatore, sondern mit Kilian das Bett teilen zu wollen, worauf Babu zu Salvatore umzog. Collin/Kim gewannen die erste Challenge, danach sahen sich die Acht gemeinsam Videogrüße ihrer jeweiligen „Lieblingsmenschen“ an, bei denen es sich fast ausschließlich um Mütter, Schwestern und beste Freundinnen handelte. Nach einer folgenden Poolparty erzeugte Salvatores angebliche „Scherzfrage“ an Sam, mit wem er in einem Bett schlafen will – er hätte freie Wahl, Verärgerung bei Babu, die wie andere vermutete, Sam solle sie wählen, damit Shelly zu Salvatore ziehe, der sich mit dieser im Pool „befasst“ habe. In der zweiten Challenge hatten die einzelnen Beautys Quizaufgaben zu lösen und scheiterten auch an „Von wem stammt der Satz des Pythagoras?“ Salvatore vermied bis zuletzt sechs falsche Antworten und gewann mit Joelle. Während des anschließend festlichen Dinners versuchten die Acht, vorgelegte Fragen wie „Wer von euch hält sich für klüger als er ist?“ diplomatisch zu beantworten.
In Folge 6 erhielten auch die Beautys ein vorübergehendes „Umstyling“: Pickel im Gesicht, dazu individuell Glatze, lange Nase und Achselhaare, schwarze Zähne oder Damenbart. Die Challengegewinner aus Folge 5 sollten sich entscheiden, welchem Paar sie für das Exit-Quiz einen Joker spendieren, der eine falsche Antwort in einen Punkt verwandelt. Mit 3:1 (gegen Salvatore) entschied man sich für Sam/Shelley. Beim 5:5 setzte Sam bei seiner falschen Antwort den Joker nicht, seine Beauty wusste aber bei der Schätzfrage die bessere Antwort. Im Spiel um den Finaleinzug hatten diese beiden die schlechteste Zeit, konnten allerdings mit den bereits ausgeschiedenen und mittlerweile ebenfalls umgestylten Nerds noch eine Poolparty feiern. Auf dem Finalparcours sammelten Collin/Kim mit 19 „Nerdpoints“ mehr ein als Joelle/Salvatore mit 16 und gewannen die 50.000 Euro.

## Staffel 6 (2025)
Die Ausstrahlung der sechsten Staffel erfolgt seit dem 26. Juni 2025 auf Prosieben und Joyn.

### Kandidaten
| Platz | Nerd, Alter * Titulierung  | Nerd, Alter * Titulierung  | Wohnort Beruf                                      | Beauty **, Alter * Bisherige TV-Teilnahmen | Beauty **, Alter * Bisherige TV-Teilnahmen | Wohnort Beruf                              | Ausgeschieden (nach)    |
| ----- | -------------------------- | -------------------------- | -------------------------------------------------- | --- | --- | ------------------------------------------ | ----------------------- |
| 1     | Sammy                      | 21                         | Leverkusen                                         | Laura Lettgen | 28 | München                                    | –                       |
| 1     | Gaming-Nerd                | Gaming-Nerd                | Angestellter im Einzelhandel                       | Love Island 2019 Are You the One? 2021 CoupleChallenge 2022 Are You the One? – Reality Stars in Love 2024 The 50 2025 Kampf der Realitystars 2025 | Love Island 2019 Are You the One? 2021 CoupleChallenge 2022 Are You the One? – Reality Stars in Love 2024 The 50 2025 Kampf der Realitystars 2025 | Content Creatorin, Reality-TV-Teilnehmerin | –                       |
| 2     | Aaron                      | 26                         | Regensburg                                         | Elsa Latifaj | 19 | Baden                                      | Folge 6 Finale          |
| 2     | Fantasy-Nerd               | Fantasy-Nerd               |                                                    | Germany’s Next Topmodel 2023 Forsthaus Rampensau Germany 2023 Kampf der Realitystars 2024 Das große Promi-Büßen 2024                              | Germany’s Next Topmodel 2023 Forsthaus Rampensau Germany 2023 Kampf der Realitystars 2024 Das große Promi-Büßen 2024                              | Friseurin, Reality-TV-Teilnehmerin         | Folge 6 Finale          |
| 3     | Hai                        | 27                         | Berlin                                             | Julia Römmelt | 30 |                                            | Folge 6 Rauswahl        |
| 3     | Zauber-Nerd                | Zauber-Nerd                |                                                    | Fame Fighting 2023 (Bild+) | Fame Fighting 2023 (Bild+) | Content Creatorin, OnlyFans-Model          | Folge 6 Rauswahl        |
| 3     | Sarah                      | 35                         | Dorsten                                            | Max Bornmann | 29 | Köln                                       | Folge 6 Rauswahl        |
| 3     | Tattoo-Nerdin              | Tattoo-Nerdin              | Sozialpädagogin                                    | Make Love, Fake Love 2023 Are You the One? – Reality Stars in Love 2023 Prominent getrennt 2024 The 50 2024 Destination X 2024                    | Make Love, Fake Love 2023 Are You the One? – Reality Stars in Love 2023 Prominent getrennt 2024 The 50 2024 Destination X 2024                    | Reality-TV-Teilnehmer                      | Folge 6 Rauswahl        |
| 5     | Darius Sascha              | 19                         | Hamburg                                            | Maria Basone Maria Bell | 39 |                                            | Folge 5 Exit-Quiz (3:5) |
| 5     | Film-Nerd                  | Film-Nerd                  | Student (Film und Fernsehen mit Schwerpunkt Regie) | Big Brother 2020 Temptation Island VIP 2020 Ex on the Beach 2022 Reality Backpackers 2024                                                         | Big Brother 2020 Temptation Island VIP 2020 Ex on the Beach 2022 Reality Backpackers 2024                                                         | Reality-TV-Teilnehmerin                    | Folge 5 Exit-Quiz (3:5) |
| 6     | Sascha Darius              | 21                         | Versmold                                           | Anna Orlova | 32 | Berlin                                     | Folge 4 Rauswahl        |
| 6     | Drachen-Nerd               | Drachen-Nerd               |                                                    | CoupleChallenge 2020 | CoupleChallenge 2020 | Radiomoderatorin                           | Folge 4 Rauswahl        |
| 7     | Sebastian                  | 28                         | Lengerich                                          | Chanelle Wyrsch | 27 |                                            | Folge 2 Schätzfrage     |
| 7     | Mittelalter- und Flug-Nerd | Mittelalter- und Flug-Nerd |                                                    | Deutschland sucht den Superstar 2017 Die Bachelorette (Schweiz) 2020 Bachelor in Paradise 2021 Temptation Island VIP 2023                         | Deutschland sucht den Superstar 2017 Die Bachelorette (Schweiz) 2020 Bachelor in Paradise 2021 Temptation Island VIP 2023                         | Partyschlagersängerin                      | Folge 2 Schätzfrage     |
| 8     | Jannik                     | 26                         | Köln                                               | Christina „Shakira“ Rusch | 26 | Zypern Republik                            | Folge 1 Challenge       |
| 8     | Cosplay-Nerd               | Cosplay-Nerd               |                                                    | Der Bachelor 2022 Bachelor in Paradise 2022 Are You the One? – Reality Stars in Love 2023 Ex on the Beach 2025                                    | Der Bachelor 2022 Bachelor in Paradise 2022 Are You the One? – Reality Stars in Love 2023 Ex on the Beach 2025                                    | Content Creatorin, OnlyFans-Model          | Folge 1 Challenge       |

* zur Drehzeit; ** Künstlername oder Pseudonym in kursiv

### Ablauf
Diesmal sah man die Nerds in einem Boot zur „Paarungszeremonie“ auf Ko Samui gelangen. Nach deren Abschluss fiel der Startschuss zur Bettenjagd, in der Sascha/Maria leer ausgingen und ein kleineres Outdoor-Doppelbett angeliefert bekamen. Am nächsten Tag wurde die erste Challenge absolviert, abends trat wie in Staffel 2 eine Psychologin auf, die erklärte, die Pärchen hätten nun ein Speed-Dating zu absolvieren, um sich mit gegenseitig gestellten, vorgegebenen Fragen besser kennenzulernen. Danach zeigt sich Maria sauer, eine zweite Nacht im Outdoor-Bett schlafen zu müssen und keinen Platz für ihre Sachen zu haben und bügelte ihren Nerd ab, der darüber mit ihr kommunizieren wollte. Versuche von Anna und Elsa, die Situation zu beschwichtigen, scheiterten. Am folgenden Tag stellte Psychologin Julia die Auswertung des Frage-Antwort-Verhaltens beim Speed-Dating vor und Sascha/Maria als das Paar, das dabei die geringste Harmonie zeigte und nun einen Partnertausch durchführen solle. (Maria hatte Sascha nicht gewählt, sondern war bei der „Paarungszeremonie“ die letzte Beauty und er der zuletzt erschienene Nerd.) Sascha, dem die Entscheidung von Maria überlassen wurde, wählte Darius/Anna, wonach Anna in Tränen geriet. Bei der ersten Nominierung, wer die Villa verlassen sollte, erhielten Aaron/Elsa und Sebastian/Chanelle jeweils zwei Stimmen. Anschließend gab die Produktion bekannt, dass die Nominierung nur einen Stimmungstest darstelle, ausziehen müsse das Verliererpaar der Challenge. Dies waren Jannik/Christina, die wie Hai/Julia ohne Nominierung blieben. Folge 1 endete mit dem Kuscheln von Maria und Sebastian auf einem Outdoor-Sofa, was von drei anderen Beauties beobachtet wurde.
Sarah/Max, die Neuankömmlinge in Folge 2, durften sich ein Bett aussuchen und wählten das von Sebastian/Chanelle. Für diese blieb das Outdoor-Bett, nachdem Sascha/Maria das freigewordene von Jannik/Christina belegt hatten. Durch den Gewinn der ersten Challenge wurden Darius/Maria safe, durch den Gewinn der zweiten Hai/Julia. Maria machte ihrem Kuschelpartner von Folge 1, Sebastian, den Vorwurf, ihr nicht spontan zum Sieg gratuliert zu haben. Hai war beim ersten Spiel schockiert, dass Julia nicht die Lage von Deutschland auf einer Weltkarte wusste, nach dem zweiten Spiel befürchtete er aufgrund eines Flirts von Julia mit Max eine „Distanzierung“ in seinem Team. Aaron/Elsa waren die Letztplatzierten bei beiden Spielen und erhielten wie Sarah/Max bei der Nominierung keine Stimmen, die mit der Begründung „gefährliche Gegner“ vor allem an die in den Challenges besser abschneidenden Teams verteilt wurden. Dies waren Sammy/Laura mit vier und Sebastian/Chanelle mit zwei Nominierungen. Allerdings geriet Elsa bei der Stimmabgabe ihres Teams mit anderen Beauties in Streit, was zu einer vorübergehenden Unterbrechung der Nominierung führte und ihren Nerd zu Tränen bekümmerte. Beim Exit-Quiz sicherte Laura ihrem Team einen Punkt im Duell der Beauties, während Sammy gegen Sebastian mit 2:3 unterlag. Bei der notwendigen Schätzfrage behielten Sammy/Laura die Oberhand.
Die erste Challenge in Folge 3 gewannen Sarah/Max. Beim nachfolgenden, von der Produktion angesetzten Wahrheit-oder-Pflicht-Spiel wurden Karten mit von der Produktion gestellten Aufgaben vorgelesen. Elsa bekam die Frage: „Wer hatte das letzte Mal in der Villa gelogen?“, worauf sie Maria nannte. Daraus entwickelte sich ein Streit zwischen beiden. Max baggerte Laura und Elsa vergeblich an, worauf Sarah ihm mitteilte, dass sie sich von ihm nicht wertgeschätzt fühlte. Am nächsten Tag gab es wie in den Staffeln 2 und 3 die Challenge „(Bekannte) Filmszenen nachspielen“, in der Sammys/Lauras Szene aus Barbie von den anderen Paaren als die gelungenste Darstellung bewertet wurde. Max’ Libido fand Aufnahme bei Maria, deren Kuschelpartner Sebastian die Villa verlassen hatte. Anna begann gegen die ihrer Meinung nach „starken Paare“ Hai/Julia und Sammy/Laura mit Maria eine Allianz. Die Nominierungsrunde traf Sascha/Anna mit drei Votes von Sammy/Laura, Sarah/Max und Hai/Julia, Hai/Julia mit zwei Stimmen von Aaron/Elsa und Sascha/Anna und Aaron/Elsa mit einer von Darius/Maria, während für Darius/Maria niemand stimmte. Anschließend wurde die Nominierung erneut als Stimmungstest bekannt gegeben. Elsa gesellte sich zur Allianz, die entschied, sich auch Max mit Flirts gefügig zu halten, um letztendlich eine von ihnen aufs Siegerpodest zu bringen.
Sammy/Laura gewannen die erste Challenge in Folge 4. Aaron warf Elsa vor, im Rahmen eines Trinkspiels mit Max unmittelbar vor der zweiten, erneut von Sammy/Laura gewonnenen Challenge, Alkohol zu trinken, Sarah Max, zu wenig Zeit miteinander zu verbringen. Vor der Nominierung versuchte Maria Darius dazu zu bewegen, die Stimme des Teams nicht abermals an das Team ihrer nunmehrigen Allianzpartnerin Elsa sowie an das von Anna zu vergeben. Die beiden einigten sich zwar auf den „Kompromiss“ Sarah/Max, hatten aber nicht berücksichtigt, das Sarah/Max aufgrund der gewonnenen Challenge aus Folge 3 noch safe waren. So entschied sich Darius an der Nominierungswand gegen den Widerstand von Maria für Sascha/Anna, wonach die gesamte Allianz mit ihm stritt. So blieben für Hai/Julia nur zwei Stimmen der Allianz, während auf Sascha/Anna die restlichen vier Stimmen entfielen. Dass die Challenge-Gewinner für jeden Gewinn weitere Stimmen erhielten, konnte nichts an der Rauswahl von Sascha/Anna mit nunmehr fünf Stimmen (eine zusätzliche von Sarah/Max) vor Aaron/Elsa (drei Zusatzstimmen von Sammy/Laura) ändern. In der restlichen Allianz wurde mit einem Flirt von Maria mit Sammy eine neue Taktik angewandt; in der Nacht stieg Max zu Elsa ins Bett, worauf am nächsten Morgen Maria pikiert reagierte, die sich mit Darius wieder versöhnte. Als erste wurden Hai und Aaron von Kilian Kerner umgestylt.
Nach dem Umstyling der restlichen Nerds zu Beginn von Folge 5 und der Verabschiedung von Kilian Kerner zeigten Sarah und Sammy Unzufriedenheit mit der neuen Frisur sowie Aaron mit einer hellen statt der bisherigen schwarzen Kleidung. Maria beobachtete Max beim Schmusen mit Elsa und begann einen Disput mit ihr. Beim „Candle-Leid Dinner“ hatten entweder die Nerds oder die Beauties Fragen zu beantworten; falsche Antworten konnten durch dschungelprüfungsähnlichem Verzehr „einheimischer Delikatessen“ innerhalb einer kurzen Frist durch die andere Gruppe egalisiert werden. Zunächst schafften alle Beauties 7 Maden, dann Sammy und Hai keine 15 Heuschrecken und nur Max 4 Hälften Tausendjährige Eier. Die Frage nach der Anzahl der Ecken eines Oktagons wurde immerhin von drei Beauties richtig beantwortet; mit dem Schlucken von als „Hühneressenz-Shot“ getarnten Fleischbrühe konnten allerdings Sammy und Aaron diesen Punkt wieder gutmachen. Somit gab es nur für Sarah/Max 4 Punkte. Die zweite Challenge gewannen sie ebenfalls. Anschließend zeigte sich der endgültige Bruch der Allianz, als Aaron/Elsa und Darius/Maria sich gegenseitig nominierten und heftig stritten. An Aaron/Elsa gingen auch die Stimmen der beiden anderen Gegnerinnen mit ihren Nerds, während Darius/Maria die Stimme von Sarah/Max bekamen. Als zweifache Challengegewinner durften sie anschließend zwei Nominierungen verschieben (bzw. das Ergebnis auch belassen) – so bekamen Sammy/Laura als vermeintlich stärkstes Paar zwei der Elsa/Aaron zugeordneten Stimmen und ein Exit-Quiz zwischen Darius/Maria und Sammy/Laura war die Folge. Nach einem 2:2 bei den Beauties sicherte Sammy mit 3 Punkten und einer nicht gewussten und einer offenen Antwort von Darius seinem Team das Weiterkommen.

## Ausstrahlungen und Einschaltquoten
Die Episoden laufen zur Prime Time um 20:15 Uhr. Die sechs Folgen von Staffel 2 waren jeweils Prime Time-Tagessieger bei den Zuschauern von 14 bis 49 Jahren.
| Folge     | Erstausstrahlung  | Zuschauer (Gesamt) | Marktanteil % | Zuschauer (14 – 49) | Marktanteil % | Quelle        |
| --------- | ----------------- | ------------------ | ------------- | ------------------- | ------------- | ------------- |
| Staffel 1 |                   |                    |               |                     |               |               |
| 1         | Do, 31. Jan. 2013 | 1,60 Mio.          | 5,2           | 1,21 Mio.           | 10,3          | [ 68 ]        |
| 2         | Do, 7. Feb. 2013  | 1,58 Mio.          | 5,1           | 1,21 Mio.           | 10,6          | [ 68 ]        |
| 3         | Do, 14. Feb. 2013 | 1,44 Mio.          | 4,6           | 1,13 Mio.           | 9,4           | [ 68 ]        |
| 4         | Do, 21. Feb. 2013 | 1,50 Mio.          | 4,9           | 1,21 Mio.           | 10,0          | [ 68 ]        |
| Staffel 2 |                   |                    |               |                     |               |               |
| 1         | Do, 4. Juni 2020  | 1,59 Mio.          | 5,4           | 1,17 Mio.           | 14,4          | [ 69 ]        |
| 2         | Do, 11. Juni 2020 | 1,21 Mio.          | 4,4           | 0,93 Mio.           | 12,0          | [ 70 ] [ 71 ] |
| 3         | Do, 18. Juni 2020 | 1,19 Mio.          | 4,3           | 0,92 Mio.           | 12,1          | [ 72 ] [ 73 ] |
| 4         | Do, 25. Juni 2020 | 1,17 Mio.          | 4,8           | 0,87 Mio.           | 13,5          | [ 74 ] [ 75 ] |
| 5         | Do, 2. Juli 2020  | 1,28 Mio.          | 4,8           | 1,00 Mio.           | 13,9          | [ 76 ] [ 77 ] |
| 6         | Do, 9. Juli 2020  | 1,08 Mio.          | 4,1           | 0,81 Mio.           | 11,0          | [ 78 ]        |
| Special   | Do, 9. Juli 2020  | 0,66 Mio.          | 4,3           | 0,48 Mio.           | 10,5          | [ 78 ]        |
| Staffel 3 |                   |                    |               |                     |               |               |
| 1         | Do, 5. Aug. 2021  | 0,97 Mio.          | 4,2           | 0,63 Mio.           | 11,8          | [ 79 ]        |
| 2         | Do, 12. Aug. 2021 | 0,76 Mio.          | 3,7           | 0,63 Mio.           | 10,4          | [ 80 ]        |
| 3         | Do, 19. Aug. 2021 | 0,87 Mio.          | 3,6           | 0,58 Mio.           | 10,2          | [ 81 ]        |
| 4         | Do, 26. Aug. 2021 | 0,84 Mio.          | 3,6           | 0,61 Mio.           | 10,2          | [ 82 ]        |
| 5         | Do, 2. Sep. 2021  | 0,78 Mio.          | 3,2           | 0,52 Mio.           | 08,3          | [ 83 ]        |
| 6         | Do, 9. Sep. 2021  | 0,59 Mio.          | 2,5           | 0,39 Mio.           | 06,6          | [ 84 ]        |
| Special   | Do, 9. Sep. 2021  | 0,36 Mio.          | –             | 0,24 Mio.           | 06,5          | [ 84 ]        |
| Staffel 4 |                   |                    |               |                     |               |               |
| 1         | Do, 29. Juni 2023 | 0,76 Mio.          | 3,5           | 0,54 Mio.           | 12,6          | [ 85 ]        |
| 2         | Do, 6. Juli 2023  | 0,73 Mio.          | 3,6           | 0,52 Mio.           | 12,7          | [ 86 ]        |
| 3         | Do, 13. Juli 2023 | 0,79 Mio.          | 3,7           | 0,59 Mio.           | 13,6          | [ 87 ]        |
| 4         | Do, 20. Juli 2023 | 0,73 Mio.          | 3,5           | 0,48 Mio.           | 11,8          | [ 88 ]        |
| 5         | Do, 27. Juli 2023 | 0,70 Mio.          | 3,2           | 0,43 Mio.           | 10,2          | [ 89 ]        |
| 6         | Do, 3. Aug. 2023  | 0,80 Mio.          | 3,6           | 0,55 Mio.           | 12,8          | [ 90 ]        |
| Staffel 5 |                   |                    |               |                     |               |               |
| 1         | Do, 15. Aug. 2024 | 0,58 Mio.          | 3,1           | 0,37 Mio.           | 11,3          | [ 91 ]        |
| 2         | Do, 22. Aug. 2024 | 0,29 Mio.          | 1,5           | 0,22 Mio.           | 05,8          | [ 92 ]        |
| 3         | Do, 29. Aug. 2024 | 0,36 Mio.          | 1,8           | 0,27 Mio.           | 06,9          | [ 93 ]        |
| 4         | Do, 5. Sep. 2024  | 0,43 Mio.          | 2,1           | 0,33 Mio.           | 07,9          | [ 94 ]        |
| 5         | Do, 12. Sep. 2024 | 0,58 Mio.          | –             | 0,36 Mio.           | 08,6          | [ 95 ]        |
| 6         | Do, 19. Sep. 2024 | 0,46 Mio.          | 2,2           | 0,30 Mio.           | 07,1          | [ 96 ]        |
| Staffel 6 |                   |                    |               |                     |               |               |
| 1         | Do, 26. Juni 2025 | 0,58 Mio.          | 3,1           | 0,34 Mio.           | 10,1          | [ 97 ]        |
| 2         | Do, 3. Juli 2025  | 0,53 Mio.          | 2,9           | 0,31 Mio.           | 09,1          | [ 98 ]        |
| 3         | Do, 10. Juli 2025 | 0,43 Mio.          | 2,2           | 0,28 Mio.           | 08,0          | [ 99 ]        |
| 4         | Do, 17. Juli 2025 | 0,56 Mio.          | –             | 0,29 Mio.           | 07,8          | [ 100 ]       |

## Internationale Versionen
Das Format startete Mitte der 2000er- bis in die 2010er-Jahre in fast 20 Ländern, zuallererst als Beauty and the Geek 2005 in den USA. In der Mehrheit der Länder gab es nur eine Staffel, Spitzenreiter in den Ausstrahlungen ist Australien mit 6 Staffeln (2009–2014) vor den USA mit 5 Staffeln (2005–2008). Wiederbelebt wurde das Format 2020 außer in Deutschland auch in Italien (2 Staffeln 2006 und 2010), daneben feierte es 2019 in Kroatien Premiere.